# Gustavo Endres
Gustavo Endres, född 23 augusti 1975 i Passo Fundo, är en brasiliansk volleybollspelare. Endres blev olympisk guldmedaljör i volleyboll vid sommarspelen 2004 i Aten.